# 水龍獸屬
水龍獸屬意為「鏟子蜥蜴」，是獸孔目二齒獸下目的一屬，存活在二疊紀晚期到三疊紀早期，約2億5000萬年前，化石分佈於南極洲、印度、南非。在1930年代到1970年代曾有許多種被歸類於水龍獸屬，但目前僅有4到6個已承認種。
水龍獸是種體型笨重、中等大小的草食性動物，有短胖的四肢，不同種類的水龍獸的大小有著及其大的差異，小的接近現代的豬、大的甚至有6米長足以和當時的獵食者法索拉鱷抗衡。水龍獸的嘴裡只有兩顆長牙，自上頜延伸出來。上下頜前端可能有喙狀嘴，用來切碎植物。根據肩膀與臀部的關節結構，顯示水龍獸採取往兩側半延展的步態。由於前肢比後肢粗壯，水龍獸被認為是一種擅長挖掘的穴居動物。在三疊紀早期，大氣層的氧氣含量低，二氧化碳含量高。
水龍獸是已知三疊紀早期的最常見陸地脊椎動物，全世界各地都有牠的化石。水龍獸在二疊紀-三疊紀滅絕事件中存活下來的原因，可能是因為牠們的祖先體型嬌小、動作靈活而且居住在地下，比其他大型動物更快適應滅絕事件後的環境。

## 敘述

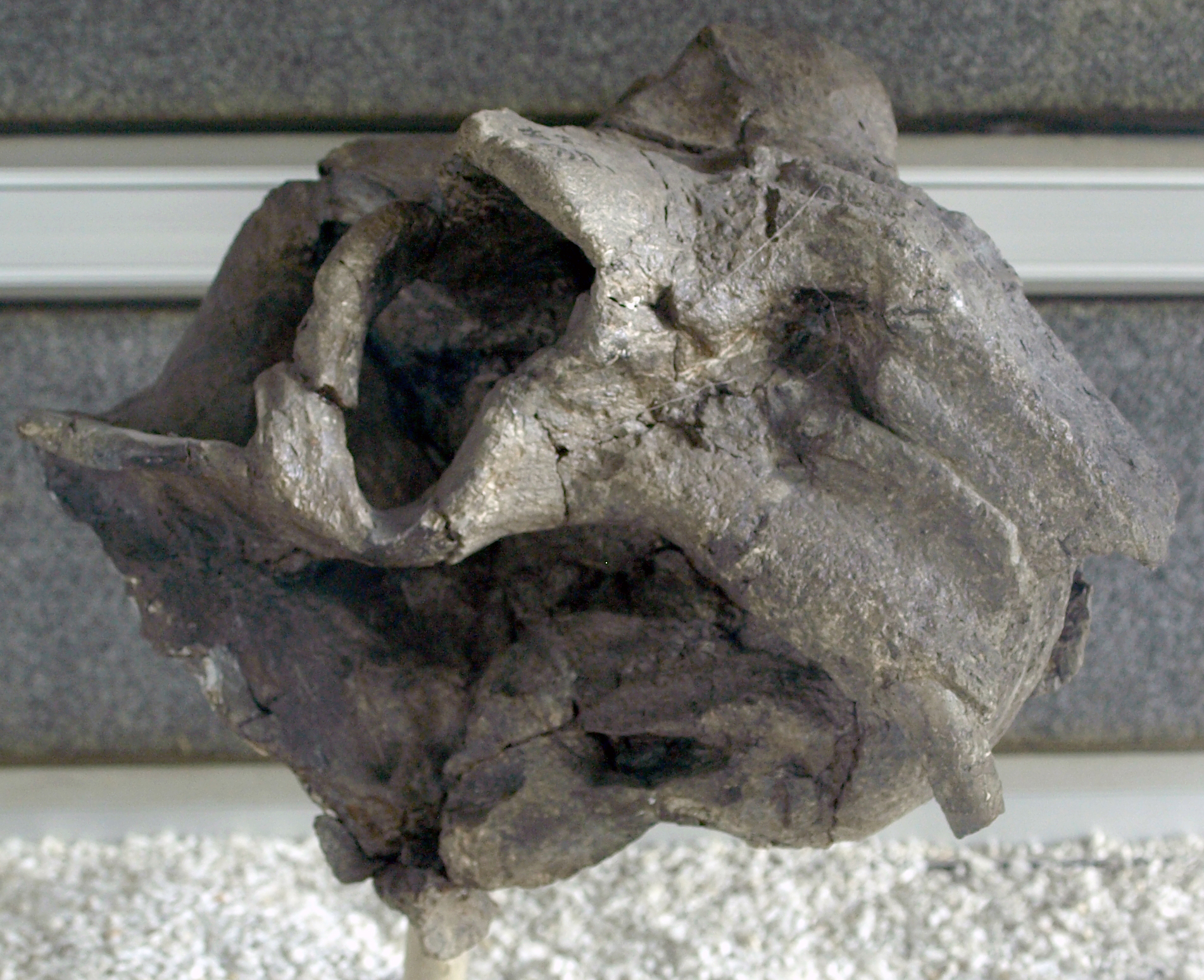
水龍獸的頭顱骨，位於中國古動物館

水龍獸是種常見的合弓動物，屬於獸孔目二齒獸下目，體型接近豬，身長約0.9公尺（3呎），重量約90公斤（200磅）。與其他獸孔目不同，二齒獸類的口鼻部相當短，只有兩顆上頜的長牙。口鼻部的前端可能有角質喙狀嘴，用來切碎植物。水龍獸已具有次生顎。頜部關節原始，只能做出往前、往後的動作，而不能做出往上、往下的動作。水龍獸被推測頜部肌肉佔據頭顱骨頂端、後側的許多空間。眼睛的位置高，角度往前。另外，水龍獸的前肢比後肢粗壯，因此被認為有挖掘洞穴的習性。

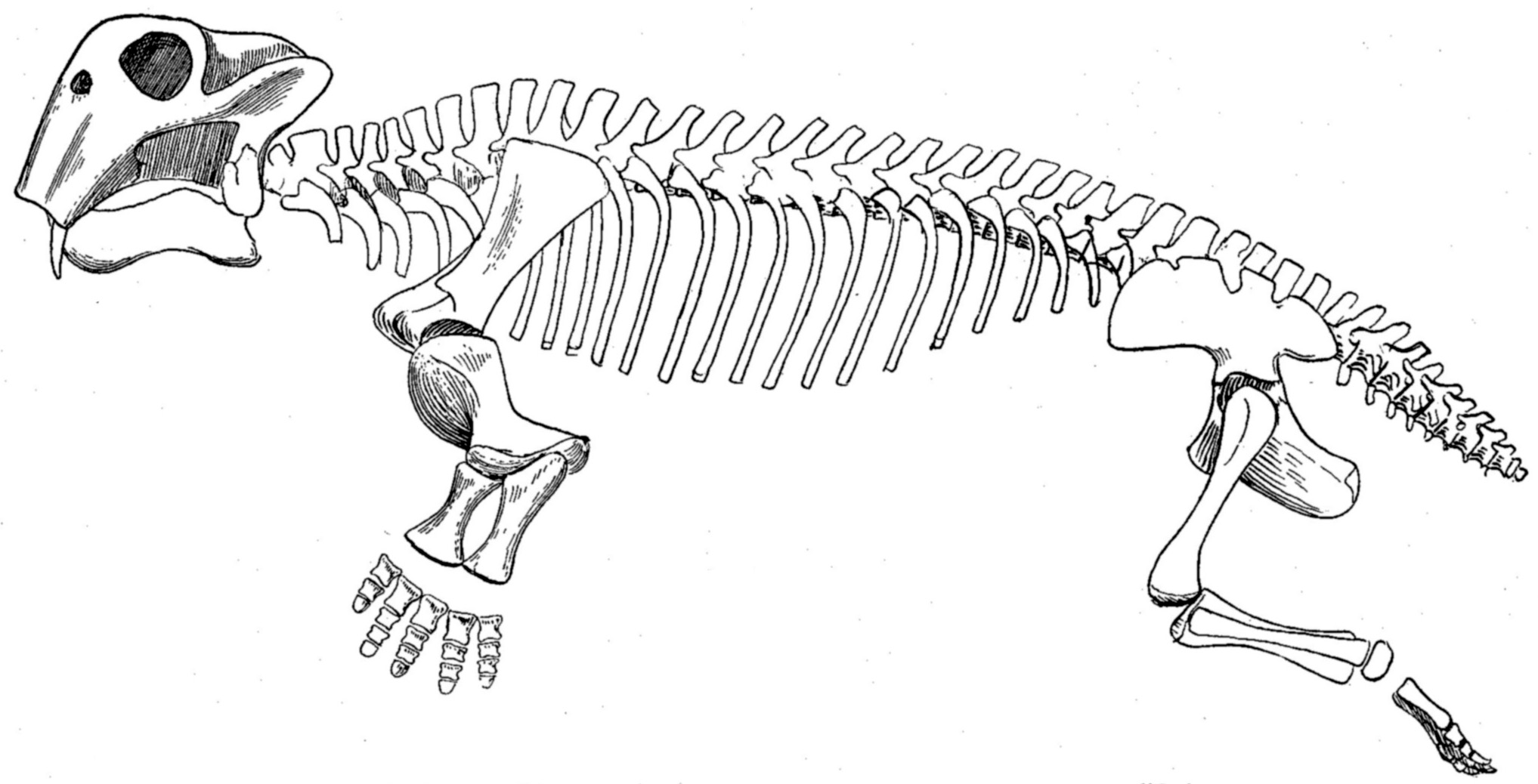
水龍獸的骨骼示意圖

有數個特徵顯示水龍獸是採取往兩側半延展的步態：
- 肩胛骨後下端有明顯地骨化，顯示前肢的前後步伐大，也降低身體的側向動作靈活度。[4]
- 薦椎有5節，體積大，但彼此之間、與骨盆之間並未癒合。這使水龍獸的脊椎活動較不易彎曲，當牠們行進時身體不會左右擺動。薦椎少於5節的獸孔目，被認為採取四肢往兩側延展的步態，類似現代蜥蜴[4]。恐龍與哺乳類的四肢直立於身體下方，而薦椎彼此之間癒合，薦椎與骨頭之間癒合[6]。
- 髖臼的結構可使水龍獸採取半四肢往兩側延展步態行走時，股骨不會關節脫落[4]。

## 發現歷史

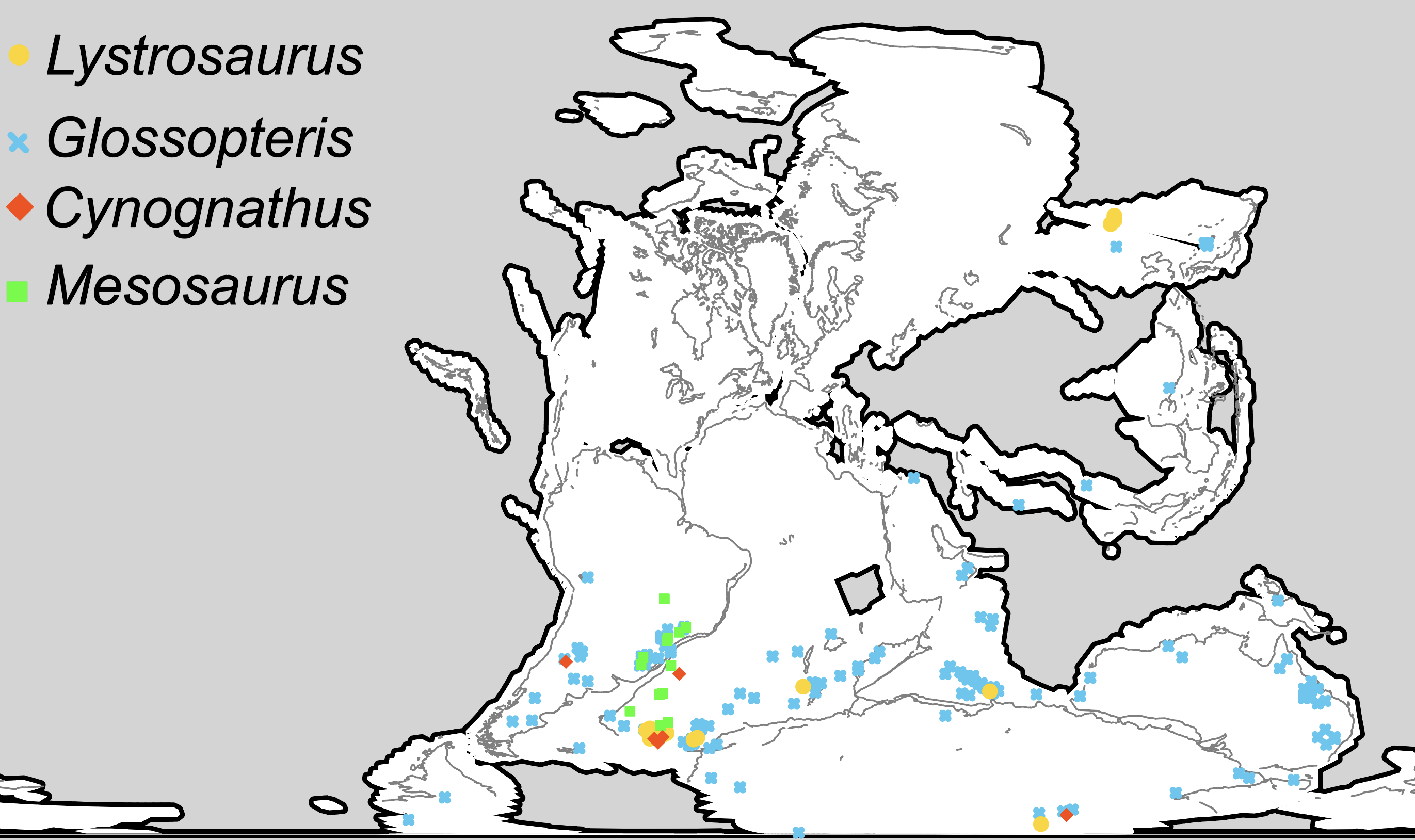
二叠纪三叠纪期间的重要代表化石分布，被視為是大陸漂移的證據：
犬颌兽属（Cynognathus）
中龍屬（Mesosaurus）
水龍獸屬（Lystrosaurus）
舌羊齿属（Glossopteris）

水龍獸的第一個化石，是在19世紀後期由傳教士兼業餘化石挖掘者Elias Root Beadle所發現。Beadle將這化石的消息通知古動物學家奧塞內爾·查利斯·馬什（Othniel Charles Marsh），但馬什沒有回應。馬什的敵手愛德華·德林克·科普（Edward Drinker Cope）獲得這些化石，並在1870年命名為水龍獸。水龍的屬名在古希臘文意為「鏟子蜥蜴」。在1871年，馬什也購得一個頭顱骨，但並沒有詳細地研究。

### 大陸漂移學說
在1969到1970年，埃德溫·科爾伯特與他的團隊在南極縱貫山脈的Coalsack Bluff發現水龍獸的化石，有助於確認大陸漂移學說而說服了懷疑論者。水龍獸目前已在非洲南部、印度、中國的早三叠世地層發現。

## 分佈與種
水龍獸的化石發現於二疊紀晚期到三疊紀早期的陸相地層，大部分來自於非洲，其他化石則發現於印度、中國、蒙古、俄羅斯的歐洲部分、以及南極洲。由於水龍獸的分布廣泛，因此被當成大陸漂移學說的重要證據之一。
大多數的水龍獸化石發現於南非，尤其集中於卡魯盆地。該地區已發現大量水龍獸化石，也命名了許多種，但科學家對於該地區有幾種的水龍獸，目前還沒有定論。
在1930年代到1970年代之間，水龍獸屬曾經包含23個種。在1980年代到1990年代，則剩下6個已承認種：L. curvatus、L. platyceps、L. oviceps、L. maccaigi、L. murrayi、以及L. declivis。在2006年的新研究，則縮減到4個種，原本的L. platyceps、L. oviceps被併入L. curvatus。

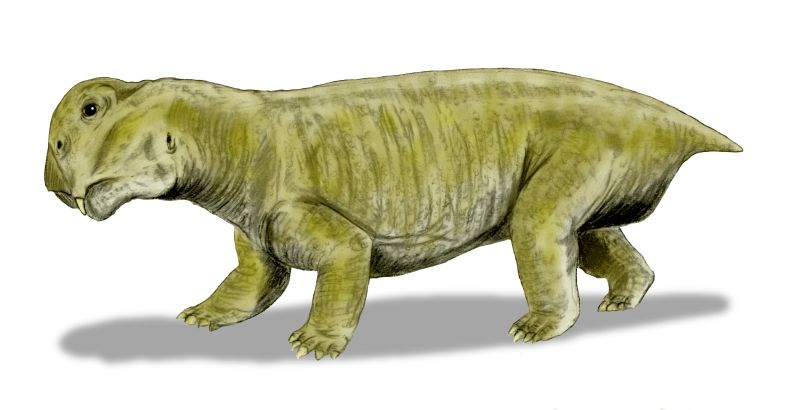
L. murrayi的想像圖

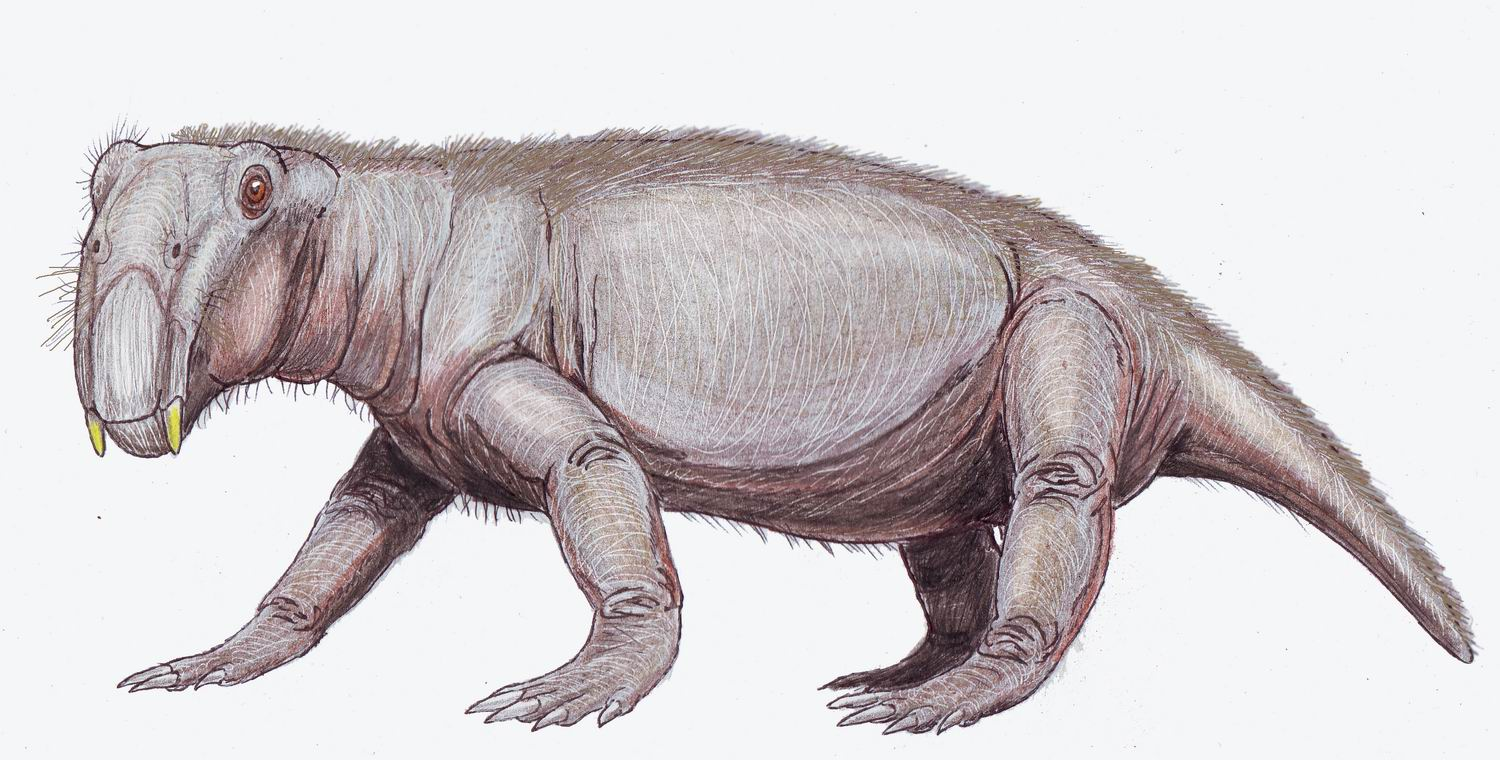
L. georgi的想像圖

模式種L. murrayi與L. declivis的化石，僅發現於二疊紀晚期的地層。L. maccaigi是體型最大、最特化的一種，而L. curvatus是最原始的一種。同樣發現於南非的Kwazulusaurus，化石類似水龍獸，尤其是L. curvatus。Kwazulusaurus有可能是L. curvatus的祖先，或是其祖先的近親。
L. maccaigi的化石僅發現於二疊紀晚期地層，可能沒有存活過二疊紀-三疊紀滅絕事件。由於L. maccaigi是較為衍化的物種，但在化石紀錄的時間很短，沒有可追溯的直系物種，有研究推測牠們原本存活於其他二疊紀地層，然後遷徙至卡魯地區。L. curvatus的化石則集中在狹窄的帶狀地區，生存於滅絕事件前後的短暫時期，因此可以當成判斷兩個時代交界的化石之一。在尚比亞的二疊紀晚期地層，曾經發現一個L. curvatus的頭顱骨。由於過去在卡魯盆地的二疊紀地層，沒有發現L. curvatus的地層，曾有理論推測L. curvatus從尚比亞遷徙至南非卡魯盆地。但近年在卡魯盆地的二疊紀地層發現L. curvatus的化石，推翻上述理論。
L. georgi的化石發現於俄羅斯的莫斯科地區，地質年代為三疊紀最早期，牠們可能是L. curvatus的近親。
本属包括以下物种：
- Lystrosaurus bothai [1]
- Lystrosaurus breyeri [1]
- Lystrosaurus broomi Young, 1939[1]
- Lystrosaurus curvatus (Owen, 1876)
- Lystrosaurus declivis Brink, 1951
- Lystrosaurus georgi Kalandadze, 1975
- Lystrosaurus hedini Young, 1935[1]
- Lystrosaurus jeppei [1]
- Lystrosaurus jorisseni [1]
- Lystrosaurus latifrons [1]
- Lystrosaurus maccaigi Seeley, 1898
- Lystrosaurus murrayi (Huxley, 1859)
- Lystrosaurus primitivus [1][11]
- Lystrosaurus putterilli [1]
- Lystrosaurus rajurkari [1]
- Lystrosaurus robustus Sun, 1973[1]
- Lystrosaurus rubidgei [1]
- 石场沟水龙兽 Lystrosaurus shichanggouensis Cheng, 1986
- Lystrosaurus theileri [1]
- Lystrosaurus wageri [1]
- Lystrosaurus wagneri [1]
- 魏氏水龙兽 Lystrosaurus weidenreichi [1]
- 杨氏水龙兽 Lystrosaurus youngi Sun, 1964[1]

## 古生態學
在三疊紀最早期的數百萬年，水龍獸是最常見的陸地脊椎動物。在某些該時期的挖掘地點，至少有95%的化石是由水龍獸構成。至少有一個種存活過二疊紀-三疊紀滅絕事件。由於三疊紀早期缺少肉食性動物的獵食，以及其他草食性動物的競爭，水龍獸迅速演化輻射出多個物種，而成為三疊紀早期的最常見陸地脊椎動物。這是地球歷史中的唯一時期，陸地生態系統幾乎由某種動物所佔據。有少數二疊紀物種也存活過二疊紀-三疊紀滅絕事件，例如獸頭亞目的四犬齒獸（Tetracynodon）、麝喙獸（Moschorhinus）、似鼬鱷獸（Ictidosuchoides），但數量沒有水龍獸繁盛。一位研究人員估計陸地脊椎動物花了3000萬年，直到三疊紀晚期，才恢復之前的繁盛與多樣性。
目前有數個理論，試圖解釋水龍獸存活過二疊紀-三疊紀滅絕事件的原因，以及水龍獸迅速成為三疊紀早期優勢物種的原因：
- 二疊紀-三疊紀滅絕事件的原因之一，是大氣層的氧含量下降，二氧化碳含量上升[13]。水龍獸被推測可能是穴居動物，可能因此適應較差的空氣品質，得以存活過這次滅絕事件。水龍獸的多項特徵，顯示牠們有良好的呼吸效能，例如桶狀胸腔可以容納較大肺臟，較短的鼻孔通道使呼吸較快，高神經棘使胸部肌肉在擴張、收縮時產生更大應力。但是，與其他二齒獸類的身體比例相比，水龍獸的胸腔並沒有特別大。三疊紀二齒獸類的神經棘更長，神經棘的長度似乎與步態、移動速度、體型較有關係，與呼吸效能較無關係。L. murrayi、L. declivis的數量也比三疊紀早期的穴居動物更多，例如：前稜蜥、三尖叉齒獸[5]。
- 另一理論推測水龍獸是半水生動物，因此受到滅絕事件的波及較小。但是卡魯盆地的三疊紀早期地層，雖然有許多兩棲類化石，但數量仍少於L. murrayi、L. declivis[5]。
- 體型較大的陸地動物，容易因為滅絕事件而滅絕。此理論可以解釋體型較小、較原始的L. curvatus存活過滅絕事件，而體型較大、較衍化的L. maccaigi消失了[5]。
- 水龍獸的存亡，似乎也與所食的植物有關係。二疊紀晚期的叉蕨（Dicroidium，又譯二舌羊齒），在三疊紀早期繁盛；而較大型的舌羊齒（Glossopteris）則消失了[5]。
- 在三疊紀早期的大型掠食動物，例如獸頭亞目的麝喙獸屬、主龍形類的古鱷科，在化石紀錄的存在時間很短，可能造成水龍獸的繁盛[5]。

## 大眾文化
水龍獸曾經出現在BBC的電視節目《與巨獸共舞》（Walking with Monsters），節目單位宣稱二疊紀的小型雙齒獸演化成三疊紀的大型水龍獸。但實際上，兩者可能曾經存活於相同時期。此外，水龍獸還出現在電視節目《動物末日》（Animal Armageddon），節目單位試圖解釋水龍獸具有多物種的原因。
水龍獸也將出現於預計在2022年6月上映的電影《侏羅紀世界：統霸天下》，作為系列作中第一種存活年代早於恐龍的古生物登場。

## 外部連結
- Palaeos.com: Dicynodontia
- Hugh Rance, The Present is the Key to the Past: "Mammal-like reptiles of Pangea"